# Stomiopera
Stomiopera — рід горобцеподібних птахів родини медолюбових (Meliphagidae). Представники цього роду є ендеміками Австралії. Раніше їх відносили до роду Медник (Lichenostomus), однак за результатами молекулярно-генетичного дослідження, опублікованого в 2011 році, вони були переведені до відновленого роду Stomiopera.

## Види
Виділяють два види:
- Медник північний (Stomiopera unicolor)
- Медник жовтий (Stomiopera flava)

## Етимологія
Наукова назва роду Stomiopera походить від сполучення слів дав.-гр. στομιον — вуздечка, рот і πηρα — мішечок.